# Internationella faktorrörelser
Inom internationell ekonomi är internationella faktorrörelser rörelser av arbetskraft, kapital och andra produktionsfaktorer mellan länder. Internationella faktorrörelser sker på tre sätt: invandring / utvandring, kapitalöverföringar genom internationell upplåning och utlåning och utländska direktinvesteringar.  Internationella faktorrörelser väcker också politiska och sociala frågor som inte finns i handeln med varor och tjänster. Nationerna begränsar ofta invandring, kapitalflöden och utländska direktinvesteringar.